# Tudu Mighty Jets
Die Tudu Mighty Jets, mit vollem Namen Tudu Mighty Jets Football Club Accra, sind ein Fußballclub aus Accra in Ghana. 

## Geschichte
Der Verein wurde im Januar 1994 gegründet. Am 11 May 2010 gewann der Verein die Play-offs gegen Nania F.C. in der Poly Tank Division One League Zone III und stieg in die Globacom Premier League auf. Der Verein spielte die Saison 2010/2011 in der Glo Premier League und stieg nach 2 Jahren Erstklassigkeit im Herbst 2011 ab. Sie werden die Saison 2012/2013 wieder in der Poly Tank Division One League spielen. 

Vereinswappen von 1994 bis 2010

 Der Präsident Abubakar Nallah und sechs weitere Vorstandsmitglieder waren im August 2011 in einen Drogenskandal verwickelt.

### Stadion
Die Mannschaft spielte ihre Heimspiele in den 20.000 Zuschauer fassenden Essipong Stadium in Sekondi.

## Ehemalige Spieler
- Sampson Cudjoe (Profi in Finnland beim FC Honka)
- Kwame Nsor (Profi in Deutschland beim 1. FC Kaiserslautern)
- Richard Ofori (Profi in Belgien bei RSC Charleroi)